# 해인족
해인족(일본어: 海人族 카이진조쿠[*])은 변호사이자 동북아 고대사 연구자인 호오가 토시오(宝賀寿男)가 제창한 개념으로 조몬 시대에서 야요이 시대에 걸쳐 일본 열도의 해상에서 활동한 민족 집단을 가르키는 명칭이다. 그러나 이들에 관한 학술적 연구는 아직 그다지 진척되지 않았다.

## 계통에 관한 여러가설들

### 한반도남부 해안설
일본의 사학자 사와다 요타로(澤田洋太郎)는 한반도 남부 해안에는 많은 가야식 선박의 잔해와 청동기가 발굴되고 있어 거대한 세력의 해적이 존재했다고 추정되며, 한반도 남부 해안에서 어업을 하고 있던 사람들이 세력화되어 해적 집단이 결성되어 일본 열도에 건너왔을 가능성을 제기한 바 있다.

### 인도네시아설
일본 문학 연구자 츠기타 마사키(次田真幸)는 이들이 쿠로시오 해류를 타고 조몬 시대에 일본 열도에 흘려온 남섬계 종족(오스트로네시아족)일 가능성이 있다고 주장한 바 있다.

### 월족근연설
호오가 토시오와 심리학자이자 일본 고대사 연구가인 야스모토 비텐(安本美典)은 이들이 중국 강남 연해부(江南沿海部)의 원주민으로, 기원전 일본 열도로 건너온 종족이라는 학설을 제창했다. 또한 백월어와 일본어는 오스트로아시아어족의 언어와 유사성이 지적되고 있어 백월이 Y염색체 하플로그룹 구 O2 계통에 속하고 있었다는 견해도 있다.

## 씨족
해인족에 속한다고 생각되는 씨족으로는 아즈미씨, 무나카타씨 등이 대표적이다. 그 외에 아마베씨나 츠모리씨도 본래 해인족이라는 설이 있다.